# Tessa Gelisio
Tessa Gelisio (* 6. května 1977 Alghero) je italská televizní moderátorka, spisovatelka a ekoložka. Je autorkou a moderátorkou mnoha programů pro televizní síť skupiny Fininvest.

## Život a kariéra
Vyrostla v obci Rosignano Marittimo v provincii Livorno. Svou kariéru započala jako aktivistka v různých ekologických organizacích.